# Saint-Laurent-de-Carnols
Saint-Laurent-de-Carnols là một xã ở tỉnh Gard. Xã này có diện tích 10,15 km², dân số năm 1999 là 473 người. Khu vực này có độ cao trung bình 150 mét trên mực nước biển.